# Кратки, Отто
Отто Йозеф Леопольд Кратки (нем. Otto Josef Leopold Kratky) (9 марта 1902, Вена, Австро-Венгрия — 11 февраля 1995, Грац, Австрия) — австрийский физикохимик, специалист в науке о полимерах и рентгеноструктурном рассеянии. Член Австрийской академии наук (1957), почётный член Леопольдины (1977).

## Биография
Обучался химии в Высшей технической школе Вены. В 1938 году стал хабилитированным доктором физической химии Венского университета.
В 1940 — руководитель группы в Институте физической химии и электрохимии (Берлин-Далем). В 1943 — профессор Немецкой высшей технической школе Праги (подразделение Чешского технического университета). В 1946—1972 — ординарный профессор теоретической и физической химии в Грацском университете. С 1972 года — председатель (Vorstand) Институтов тонкой рентгеновской структуры.
В 1965—1966 годах председатель Gesellschaft Deutscher Naturforscher und Ärzte.
Почётный член Леопольдины (1977, член с 1959), член Гёттингенской (1977) и Баварской (1978) академий наук.